# Mirko Rajh
Mirko Rajh, slovenski brigadni general, * 16. julij 1887, Mota, † 14. april 1941, Osijek.
Rajh je 1907 v Mariboru končal pehotno kadetsko šolo in kot praporščak (fähnrich) prišel v pehotni polk v Petrovaradin. Med 1. svet. vojno se je udeležil bitk v Galiciji in Karpatih (1914–1915), na Soški fronti 1915 (Rombon in Javoršček, kjer je bil oktobra ranjen). Leta 1918 je postal komandant bataljona v 2. gorskem strelskem polku na Soški fronti in se udeležil preboja do reke Piave. Po kapitulaciji Avstro-Ogrske je sodeloval z Maistrom pri osvobajanju Maribora in v bojih na Koroškem. Od 1919 je bil častnik v vojski Kraljevine Jugoslavije. Služboval je v raznih krajih. Decembra 1939 je postal brigadni general in poveljnik pehote v Osiješki diviziji. Po okupaciji 1941 bi se moral v Osijeku prijavit gestapu, a je dan pred tem napravil samomor.